# Solanum caavurana
Solanum caavurana är en potatisväxtart som beskrevs av Vell. Solanum caavurana ingår i släktet skattor som ingår i familjen potatisväxter. Inga underarter finns listade i Catalogue of Life.